# Пояна-Ларгулуй
Пояна-Ларгулуй (рум. Poiana Largului) — село у повіті Нямц в Румунії. Входить до складу комуни Пояна-Теюлуй.
Село розташоване на відстані 295 км на північ від Бухареста, 35 км на північний захід від П'ятра-Нямца, 122 км на захід від Ясс.

## Населення
За даними перепису населення 2002 року у селі проживали 740 осіб, усі — румуни. Усі жителі села рідною мовою назвали румунську.